# Český Jiřetín
Český Jiřetín là một làng thuộc huyện Most, vùng Ústecký, Cộng hòa Séc.